# 陈林 (羽毛球运动员)
陈林（1977年3月7日—），湖南株洲市人，中国著名羽毛球女子运动员，曾奪得2001年世界羽毛球錦標賽銅牌，現已退役。

## 簡歷
陈林在1986年进入湖南省益阳市安化县羽毛球学校，四年後轉到贵州省体育运动学校，其後加入了重庆体工队；至1997年入選中国国家羽毛球队二队，兩年後正式进入一队。
2001年，陈林夥拍蒋雪莲出戰在西班牙塞維利亞舉行的世界羽毛球錦標賽女子雙打比賽，最終奪得季軍。兩年後，她們再次合作出戰伯明翰舉行的2003年世界羽毛球錦標賽，惜在第二轮比赛就以1比2負於印尼選手，未能再創佳績。
陈林在2004年退役，之後在广州的暨南大学修讀行政管理。

## 個人生活
陈林是羽毛球坛的「才女」，曾在2003年的「非典」期間，創作了一首歌曲献给抗击非典的前線醫護人員。
陈林的丈夫是中国国家羽毛球队的隊友陈其遒，二人在2006年4月19日結婚。兒子於2008年3月份出生，名為陈胤轩。

## 主要比賽成績
只列出曾進入準決賽的國際賽事成績：
| 年份   | 賽事                   | 公開賽級別 | 項目     | 拍檔   | 成績   |
| ------ | ---------------------- | ---------- | -------- | ------ | ------ |
| 2001年 | 世界羽毛球錦標賽       | 其他       | 女子雙打 | 蒋雪莲 | 準決賽 |
| 2001年 | 世界羽毛球大獎賽總決賽 | 其他       | 女子雙打 | 蔣雪蓮 | 亞軍   |

| 2007-2017年 | 首要超級賽 | 超級賽 | 黃金大獎賽 | 大獎賽 | 國際挑戰賽 | 國際系列賽 | 未來系列賽 | 其他 |